# كيفن رويدا
كيفن رويدا (بالإنجليزية: Kevin Rueda)‏ (16 مارس 1969 بالولايات المتحدة - ) هو لاعب كرة قدم أمريكي في مركز حراسة المرمى. لعب مع تامبا باي موتيني وشيكاغو فاير ولوس أنجلوس غلاكسي ونيو إنجلاند ريفولوشن وCalifornia Jaguars ‏ وRochester Rhinos ‏ وSan Diego Flash ‏ وSan Francisco Seals (soccer) ‏ وأتلانتا سيلفرباكس.

## وصلات خارجية
- كيفن رويدا على موقع الدوري الأمريكي (الإنجليزية)
- كيفن رويدا على موقع قاعدة بيانات كرة القدم.إي يو (الإنجليزية)